# 牧正一古墳
牧正一古墳（まきしょういちこふん）は、京都府福知山市牧にある古墳。形状は前方後円墳。京都府指定史跡に指定されている。

## 概要
京都府北部、福知山盆地北端の由良川・牧川の合流点付近北岸の丘陵端に築造された古墳である。現在は墳丘南に正一位吉備神社（正一さん）が所在し、「正一」の古墳名はこれに由来する。1935年（昭和10年）、1994・1996年度（平成6-8年度）に発掘調査が実施されている。
墳形は前方後円形で、前方部を北東方向に向ける。墳丘長は約37メートルを測り、墳丘の下半部は旧地形を利用し、上半部は盛土によって構築される。墳丘外表で埴輪は認められないが、部分的に葺石が存在した可能性がある。埋葬施設は、後円部・前方部・くびれ部における横穴式石室3基。後円部石室（第1石室）は両袖式石室、前方部石室（第2石室）は片袖式石室、くびれ部石室（第3石室）は無袖式石室であり、特に第1石室は全長12メートルを測る大型石室である。第2石室からは副葬品として金環・鉄製品・馬具・須恵器などが出土している。
築造時期は、古墳時代後期の6世紀末頃と推定される。詳細には、6世紀末頃に第1・第2石室を伴う前方後円墳として築造され、その後に第3石室が築造されたと見られ、特に第2石室では7世紀中葉頃までの追葬が認められる。一帯は丹後・但馬地方と福知山盆地を結ぶ交通の結節点で、弁財古墳群・道勘山古墳群などの後期古墳群や拠点集落の石本遺跡が認められており、そのような要衝を抑えた首長墳として位置づけられる。その政治的重要性とともに、京都府内では唯一の1墳丘3石室の古墳として、古墳時代の思想・習俗を考察するうえでも重要視される古墳になる。
古墳域は2018年（平成30年）に京都府指定史跡に指定されている。

## 遺跡歴
- 1935年（昭和10年）、里道拡幅工事の際に横穴式石室の発見。その後に発掘調査、副葬品の出土。双円墳と評価（梅原末治ら京都帝国大学、1940年に報告）。
- 1994・1996年度（平成6-8年度）、発掘調査。前方後円墳と判明（福知山市教育委員会、1997年に報告書刊行）。
- 福知山市指定史跡に指定。
- 2018年（平成30年）3月23日、京都府指定史跡に指定。

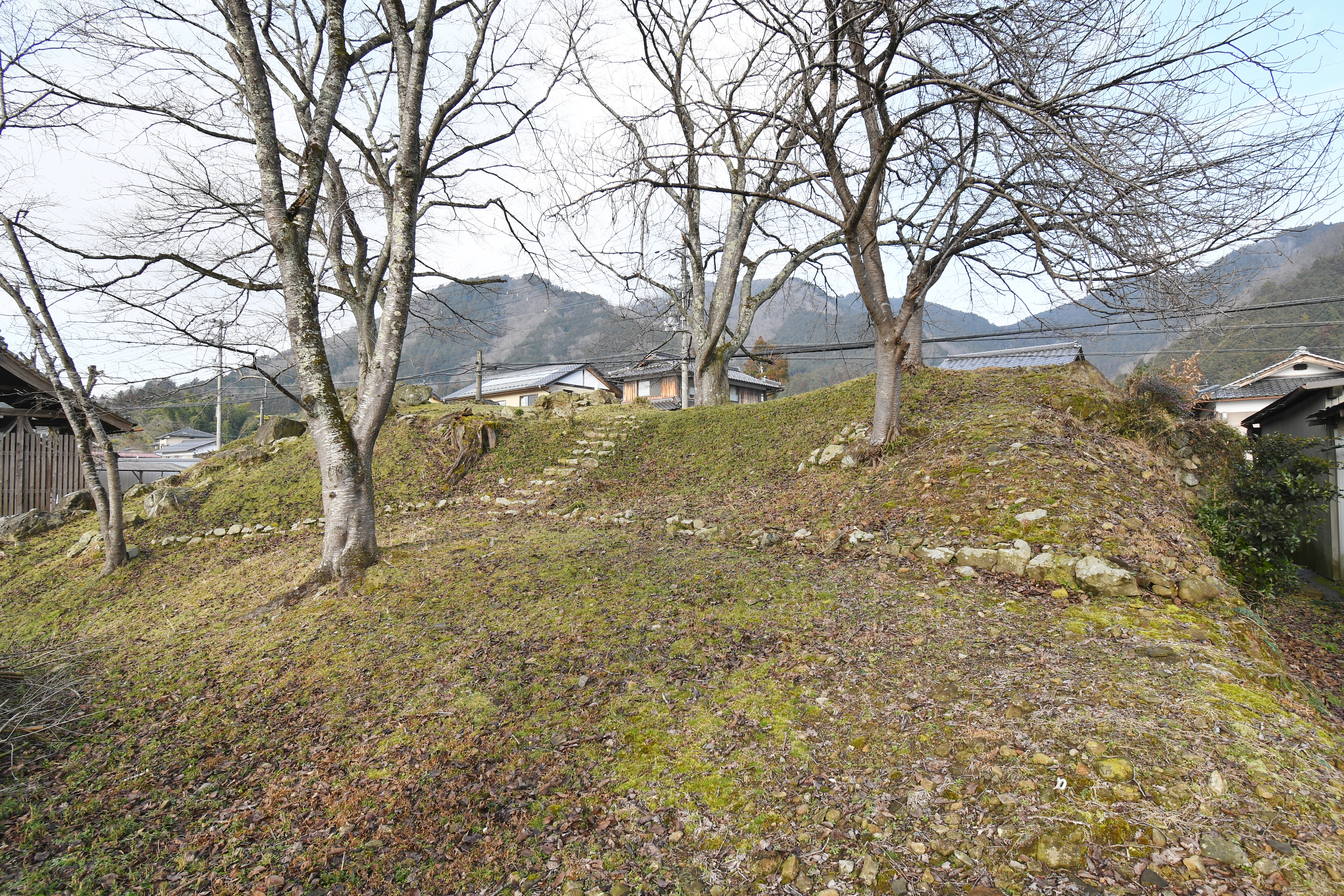
墳丘（右に前方部、左奥に後円部）
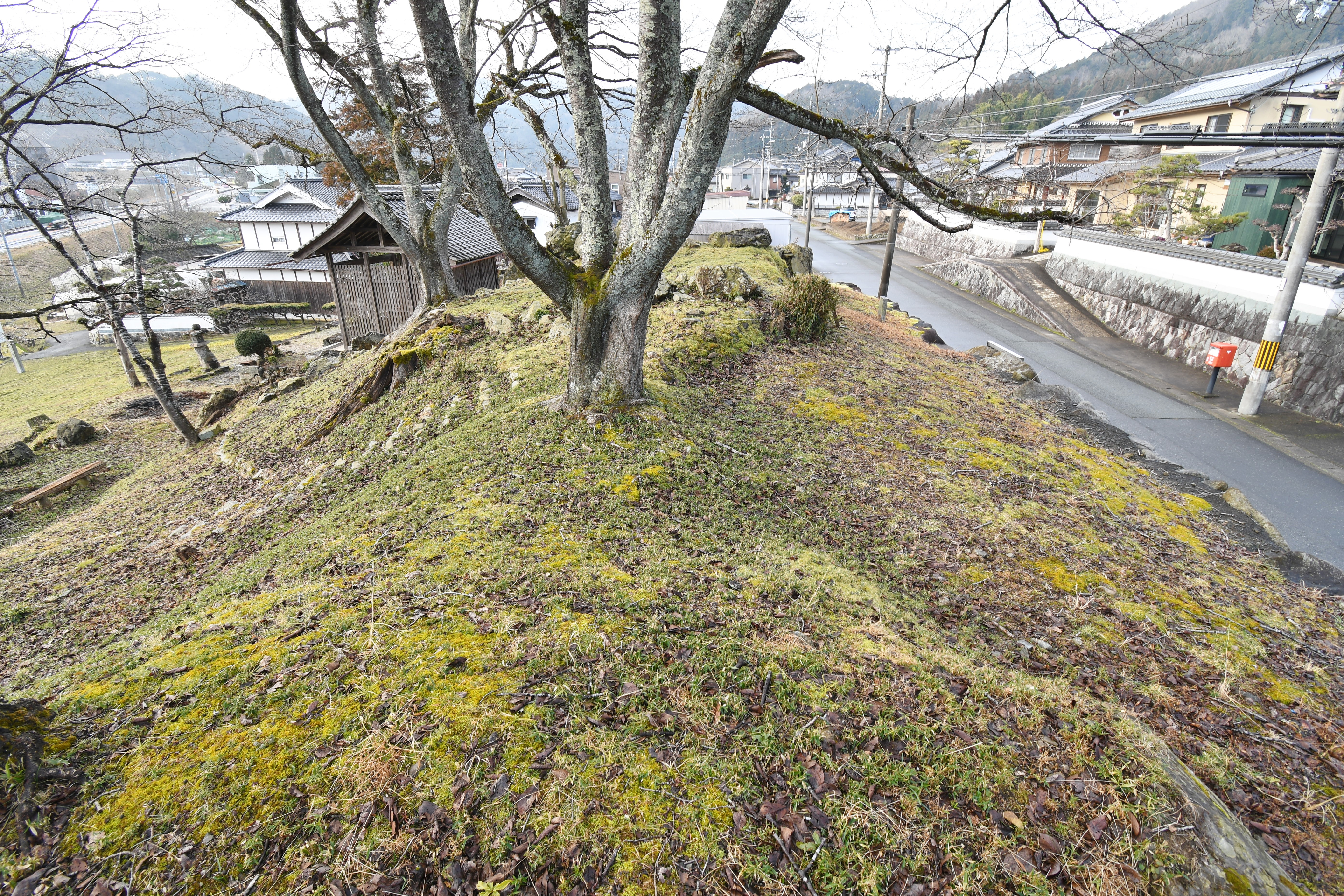
前方部から後円部を望む
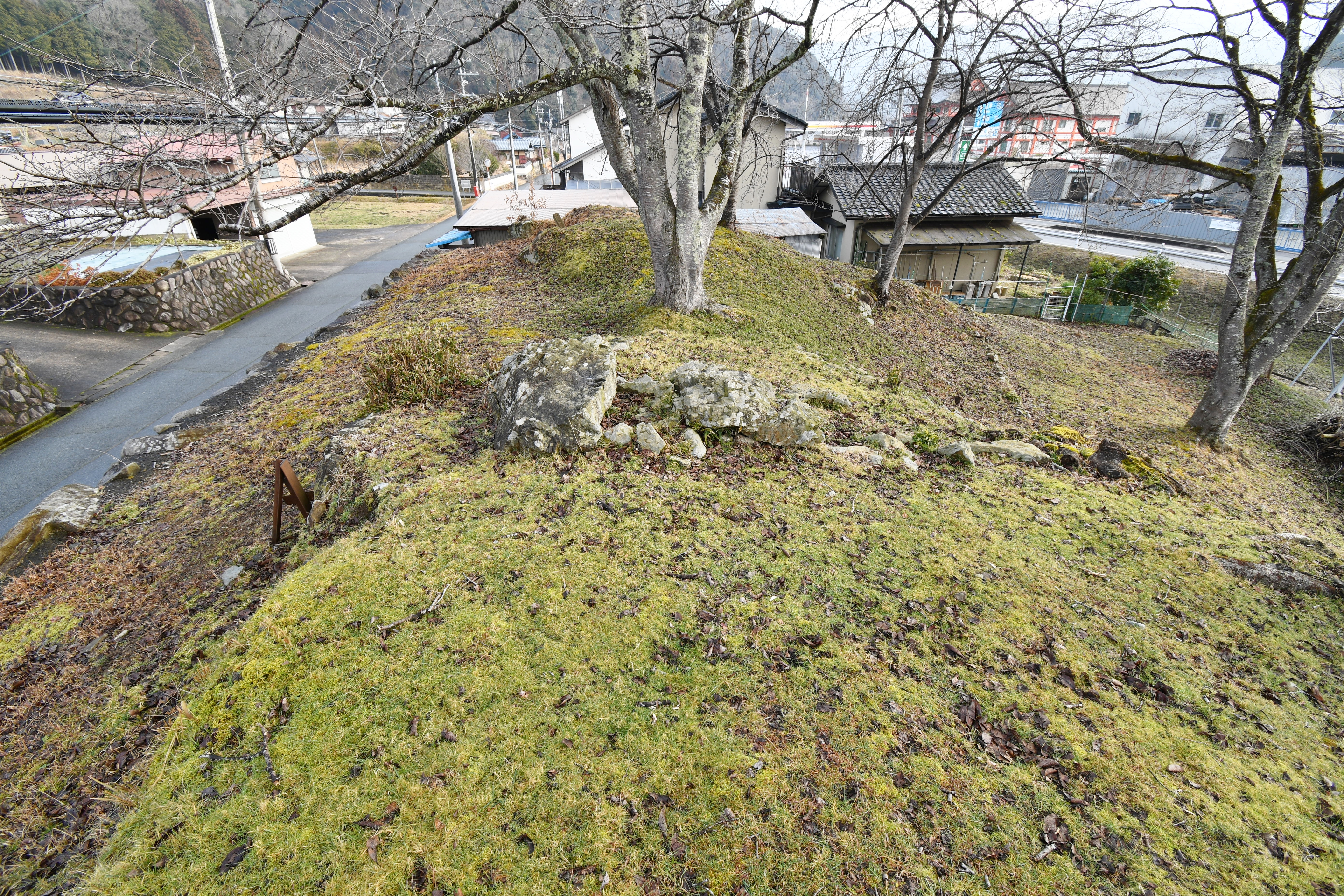
後円部から前方部を望む（手前は第1石室）
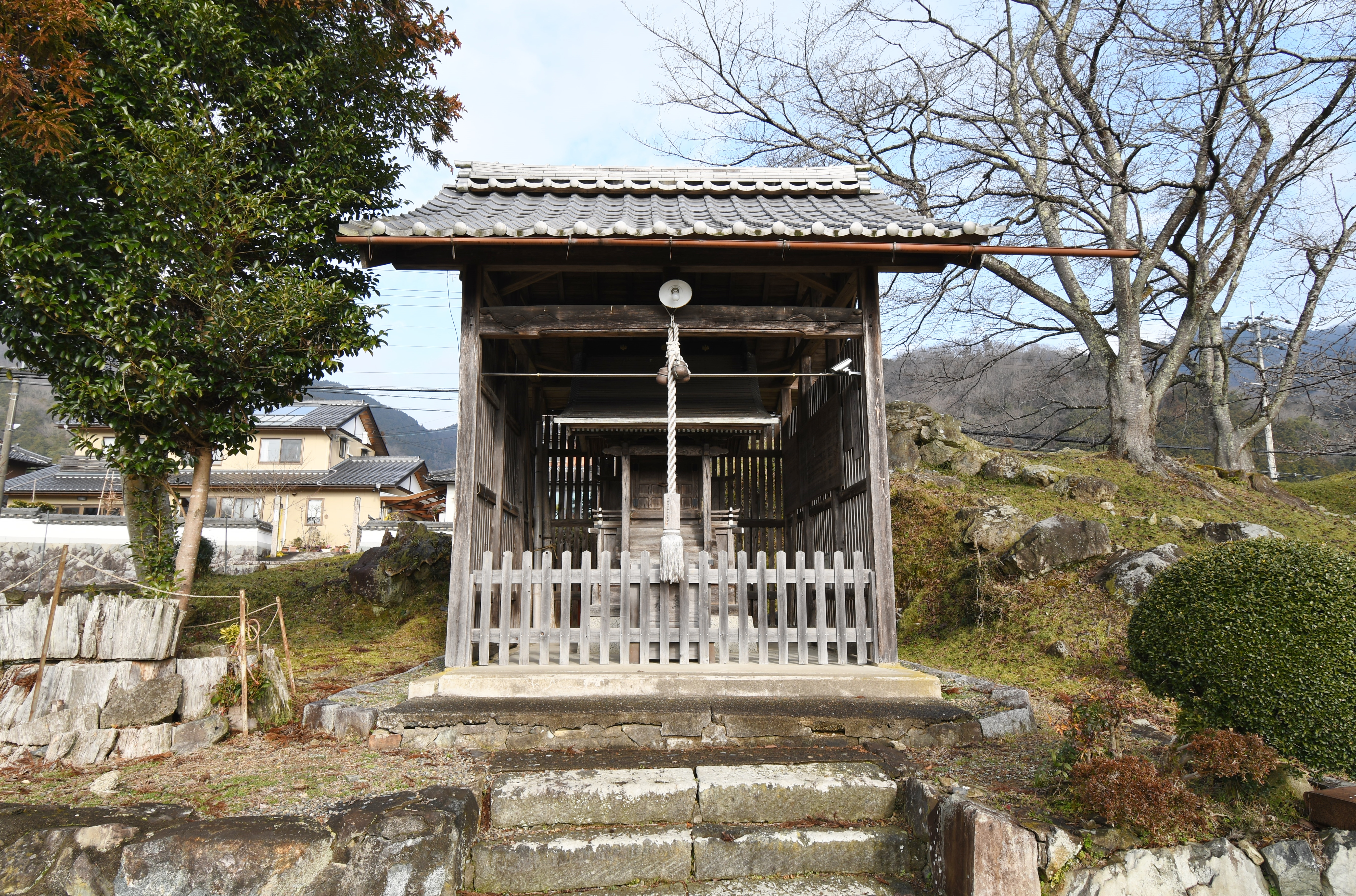
墳丘裾の吉備神社

## 埋葬施設

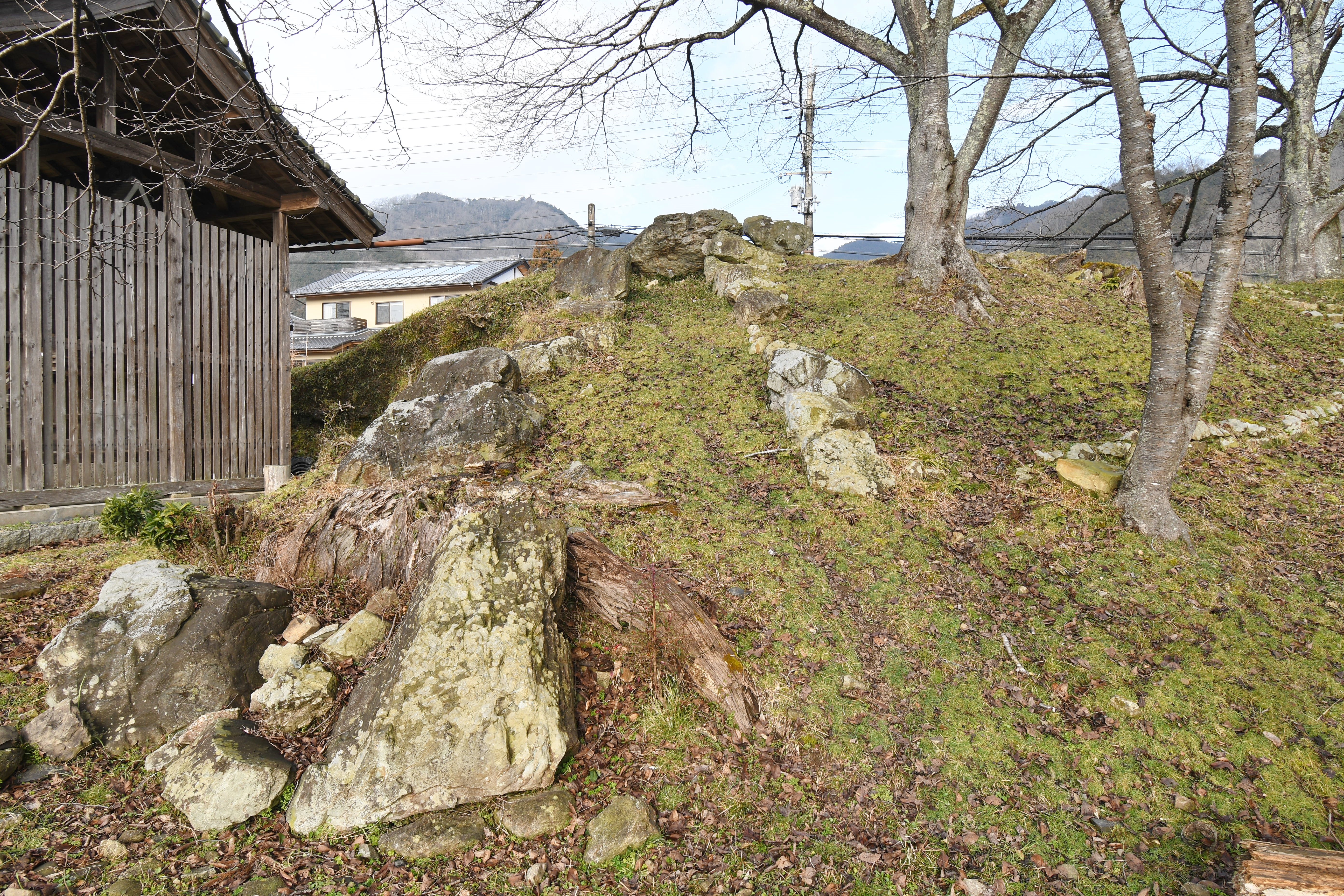
第1石室

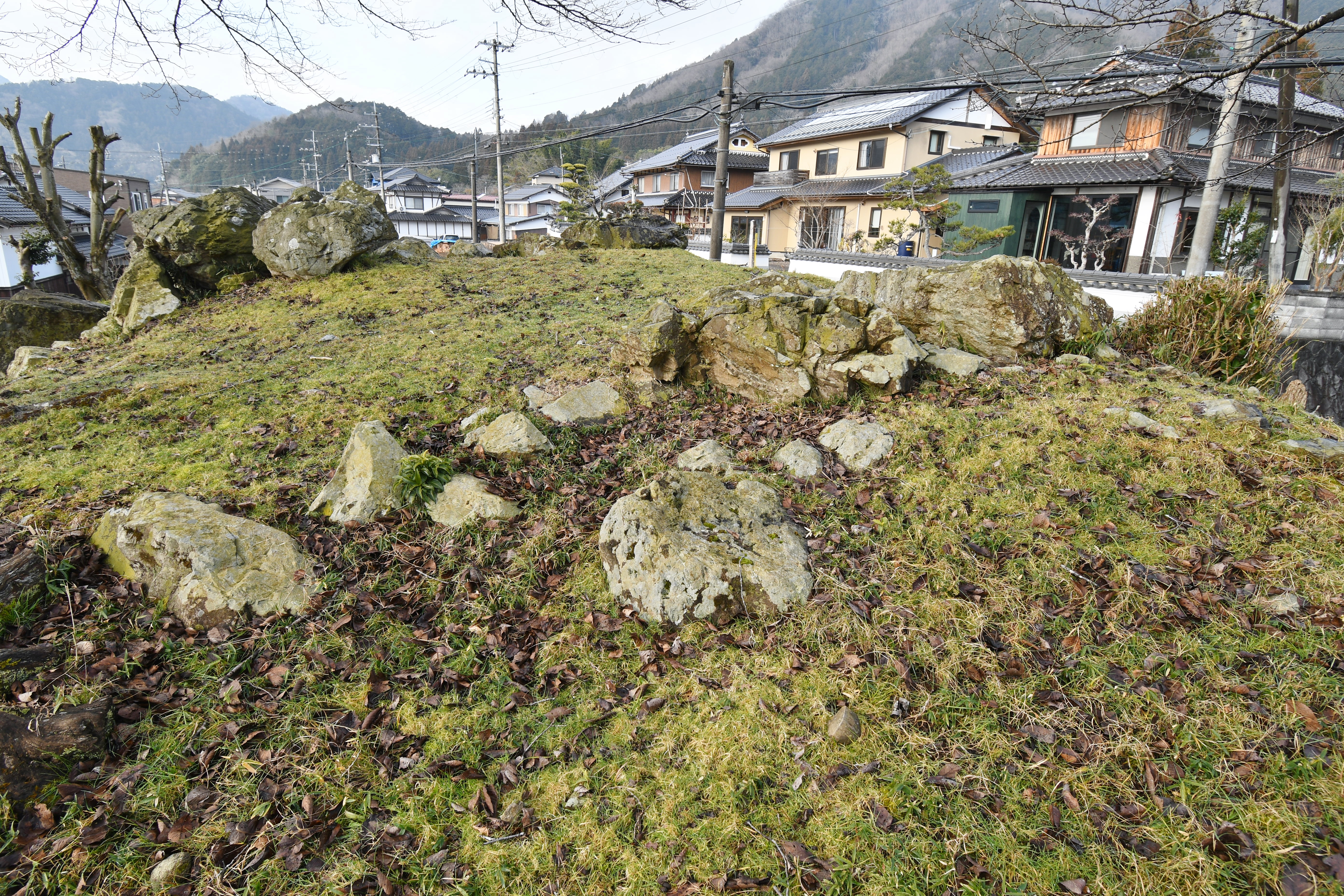
第3石室

埋葬施設としては、後円部・前方部・くびれ部において横穴式石室各1基が構築されている。石室の規模は次の通り。
- 第1石室（後円部両袖式石室）
  - 石室全長：12メートル
  - 玄室：長さ4.7メートル、幅3メートル
  - 羨道：長さ7.3メートル、幅0.8メートル
- 第2石室（前方部片袖式石室）
  - 石室全長：9.5メートル以上
  - 玄室：長さ5.0メートル、幅2.7メートル
  - 羨道：長さ4.5メートル以上、幅1.5メートル
- 第3石室（くびれ部無袖式石室）：未調査
  - 石室全長：約7メートル
  - 石室幅：1.5メートル

第2石室からは、副葬品として鉄地金銅張雲珠1・鉄地金銅張杏葉1・金環2・刀子1・鉄鏃8以上が出土している。第1石室の副葬品は詳らかでなく、第3石室は未調査のため明らかでない。

## 文化財

### 京都府指定文化財
- 史跡
  - 牧正一古墳 - 2018年（平成30年）3月23日指定。

## 関連文献
（記事執筆に使用していない関連文献）
- 『牧正一古墳（福知山市文化財調査報告書 第34集）』福知山市教育委員会、1997年。